# Michael Havemann

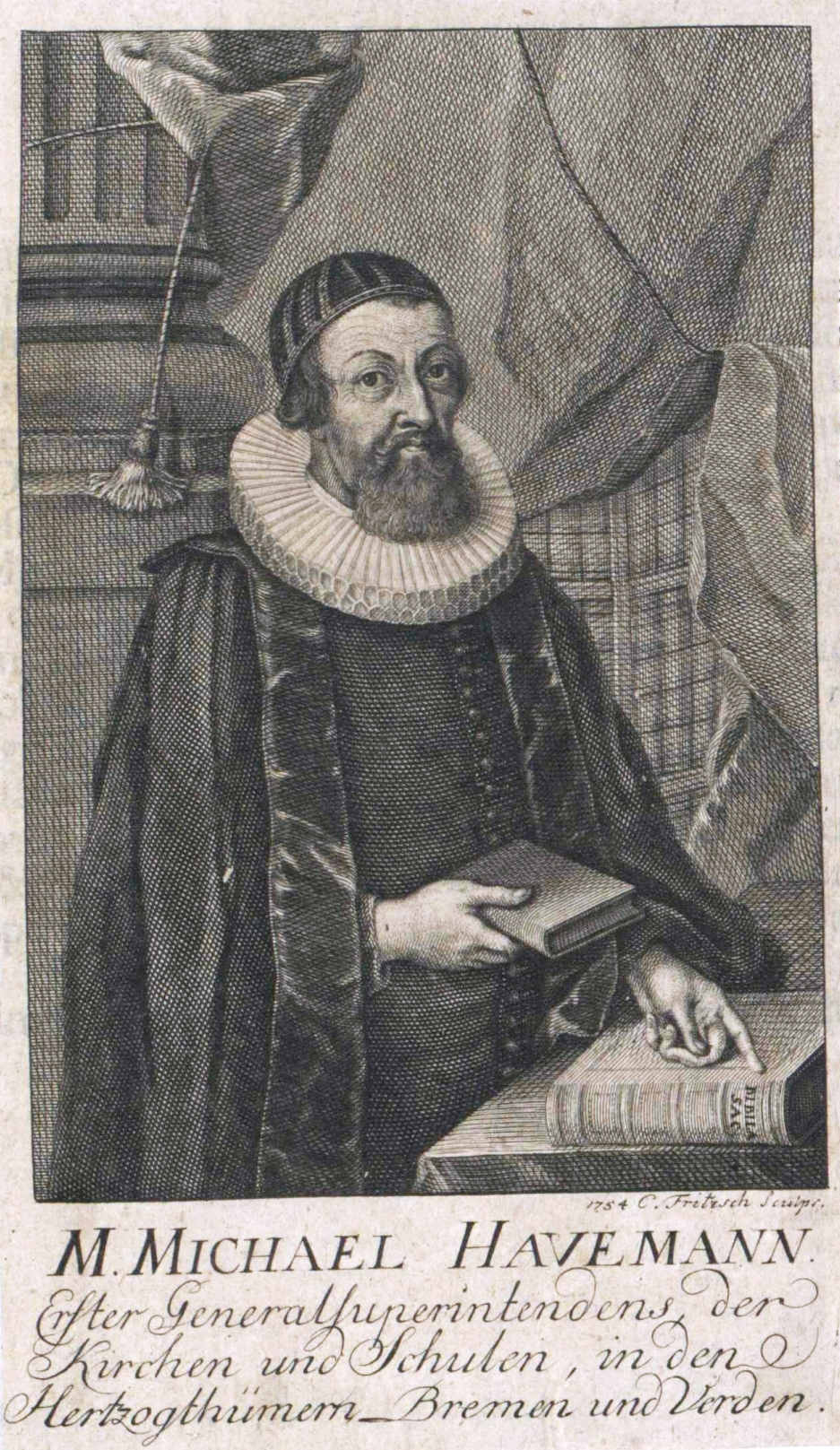
Michael Havemann, Stich von Christian Fritzsch (1754)

Michael Havemann (* 29. September 1597 in Bremervörde; † 24. Januar 1672) war ein deutscher lutherischer Theologe und Generalsuperintendent der Generaldiözese Bremen-Verden in Stade.

## Leben
Der Sohn des erzbischöflichen Kanzleiadvokaten Bernhard Havemann besuchte die Schule in Stade und ab 1615 das Akademische Gymnasium in Hamburg, ehe er zum Studium die Universität Rostock bezog. Am 23. Mai 1620 erhielt er dort den Grad eines Magisters. 1624 wurde Havemann Konrektor und Lektor der Philosophie und Mathematik, ein Jahr später Rektor am Gymnasium illustre in Stade. 1626 wurde er erster Pastor an St. Cosmae und Damiani in Stade, 1628 Senior des geistlichen Ministeriums. 1629 musste er vor den Truppen der Katholischen Liga nach Hamburg flüchten. Am 5. April 1630 wurde er durch den Grafen Ulrich von Ostfriesland nach Norden berufen und dort 1631 Direktor und Professor der neu gegründeten Schule. Nach dem Abzug der kaiserlichen Truppen kehrte er 1632 nach Stade zurück. Bei der Einrichtung eines lutherischen Konsistoriums für die Länder Bremen und Verden (siehe Generaldiözese Bremen-Verden) wurde Havemann am 2. September 1651 zum ersten Generalsuperintendenten ernannt. Er führte 1658 einen neuen Katechismus ein, was scharfen Protest auslöste, den er öffentlich und polemisch vor allem mit dem Stader Konsistorialrat Jakob Hackmann austrug (siehe Geschichte des bremisch-verdischen Katechismus).
Sein Sohn Bernhard Havemann (1625–1691) wurde 1659 gegen den Widerstand der Gemeinde erster lutherischer Pastor in Flögeln. Der jüngere Sohn Michael der Jüngere (1630–1684) wurde Pastor in Stade und dann Rektor in Bremen.

## Werke
- Michaelis Havemanni Astraea. Götzius, Frankfurt am Main 1650 (Digitalisat).

## Belege
1. ↑  Eintrag im Rostocker Matrikelportal, WS 1618/19, Nr. 37.
2. ↑  Eintrag im Rostocker Matrikelportal, Dekanatsbuch, WS 1619/20, Phil. Fak., Nr. 11.

| Personendaten    | Personendaten                                             |
| ---------------- | --------------------------------------------------------- |
| NAME             | Havemann, Michael                                         |
| KURZBESCHREIBUNG | deutscher lutherischer Theologe und Generalsuperintendent |
| GEBURTSDATUM     | 29. September 1597                                        |
| GEBURTSORT       | Bremervörde                                               |
| STERBEDATUM      | 24. Januar 1672                                           |